# Eisenbahnunfall von Balvano

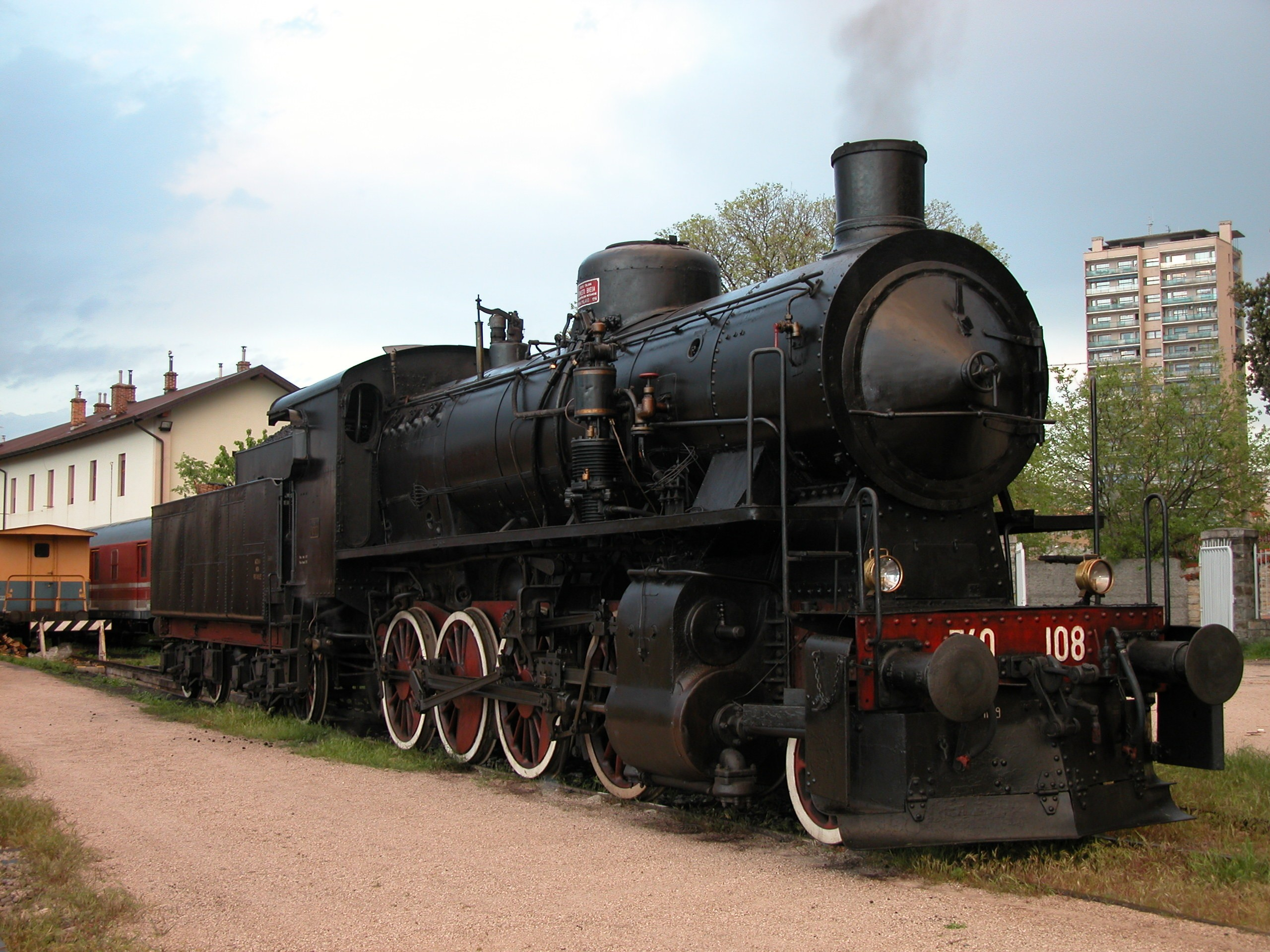
Lokomotive der Baureihe 740, von denen zwei den Unfallzug zogen

Bei dem Eisenbahnunfall von Balvano starben am 3. März 1944 bei Balvano, Basilikata, Italien, in einem Tunnel möglicherweise mehr als 500 Menschen durch Kohlenmonoxidvergiftungen. Dies war der folgenschwerste Eisenbahnunfall in der Geschichte Italiens und eine der schlimmsten Eisenbahnkatastrophen aller Zeiten.

## Ausgangslage
Im Süden Italiens hatten die Alliierten die faschistische Regierung von Benito Mussolini bereits besiegt, das zivile Leben befand sich aber noch im Chaos. Der zivile Eisenbahnverkehr verlief völlig ungeordnet und unzuverlässig. Zahlreiche Menschen reisten deshalb illegal auf Güterzügen mit, vor allem auch für Hamsterfahrten, um bei der unsicheren Versorgungslage an Nahrungsmittel vom Land zu kommen. Die Ferrovie dello Stato hatte aus dem gleichen Grund große Schwierigkeiten, qualitativ geeignete Steinkohle für ihre Dampflokomotiven zu beschaffen und musste in der Regel auf minderwertige Kohle zurückgreifen.
Das Unglück ereignete sich auf der Bahnstrecke Battipaglia–Metaponto. Diese quert den Apennin, sie weist erhebliche Steigungen und Gefälle sowie zahlreiche Tunnel auf.
Am Unglückstag reisten über 600 Menschen illegal auf dem Güterzug Nr. 8017 mit, der in östlicher Richtung auf der Strecke unterwegs war. Der Zug bestand aus 47 Güterwagen, darunter zahlreichen Flachwagen, 41 davon waren nicht beladen. Wegen der vor dem Zug liegenden Steigungen erhielt er im Bahnhof Romagnano eine zusätzliche Vorspannlokomotive. Die beiden Lokomotiven entstammten der Baureihe 740, nach anderen Quellen 476.058 (eine Ex-Südbahn-Lok) als Zuglok und 480.016 als Vorspannlok.

## Unfallhergang

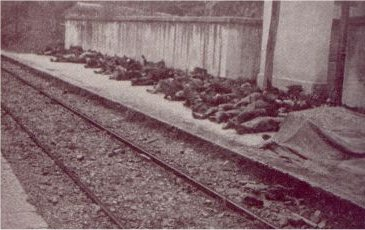
Einige der Opfer des Eisenbahnunfalls von Balvano

Da für die Dampflokomotiven des Zuges nur minderwertige Kohle zur Verfügung stand, war zum einen deren Zugkraft eingeschränkt, zum anderen enthielten deren Rauchabgase überdurchschnittlich viel Kohlenstoffmonoxid. Als der Zug in den Delle Armi-Tunnel zwischen dem Haltepunkt Balvano-Ricigliano und dem Bahnhof Bella-Muro einfuhr, reichte die Zugkraft der Lokomotiven nicht mehr aus, ihn durch den 1969 Meter langen Tunnel mit einer Steigung von 14 ‰ zu ziehen. Der Zug kam zum Stehen, als sich die Lokomotiven etwa 800 Meter weit im Tunnel und sich auch die meisten Wagen bereits innerhalb des Tunnels befanden.
Aufgrund der mangelhaften Entlüftung des Tunnels war für das Feuer der Dampflokomotiven nicht ausreichend Sauerstoff für die Verbrennung vorhanden, die so unvollständig erfolgte, und die Abgase der Lokomotiven bestanden zunehmend nicht mehr aus erstickend wirkendem Kohlendioxid, sondern aus giftigem Kohlenstoffmonoxid. Diese Kohlenstoffmonoxidvergiftung trat so schleichend ein, dass die meisten Reisenden und das Zugpersonal das gar nicht wahrnahmen, sondern einfach einschliefen. Die wenigen Überlebenden befanden sich alle auf den wenigen Wagen am Schluss des Zuges, die noch nicht im Tunnel standen.

## Folgen
Mindestens 402 Menschen starben bei diesem Unfall. Die Zahlen weichen allerdings – je nach Quelle – erheblich voneinander ab, es gibt Angaben von bis zu 549 Toten. In jedem Fall handelt es sich um den Eisenbahnunfall mit der höchsten Opferzahl in der Geschichte Italiens.

## In der Popkultur
Terry Allens Song Galleria delle Armi (auf dem Album Human Remains) bezieht sich auf den Eisenbahnunfall von Balvano.